# Elanins
Els elanins (Elaninae) són una subfamília d'ocells rapinyaires de la família dels accipítrids (Accipitridae). Són rapinyaires de mitjana grandària, de colors blanc i gris o negre, especialitzats en la caça de rosegadors.
Tenen una distribució gairebé cosmopolita, amb espècies pròpies d'Amèrica, Àfrica, Austràlia i únicament una amb un gran àrea de distribució, l'esparver d'espatlles negres (Elanus caeruleus) que a més és l'únic que hom pot observar als Països Catalans.

## Llistat de gèneres i espècies
Com a conseqüències d'estudis genètics de principis del segle xxi, s'ha considerat aquest llinatge el més basal dins la família. Se n'han agrupat dins aquesta subfamília tres gèneres, que segons la classificació del Congrés Ornitològic Internacional (versió 12.2, 2022) contenen 6 espècies:
- Gènere Chelictinia, amb una espècie: elani cuaforcat (C. riocourii).
- Gènere Elanus, amb quatre espècies.
- Gènere Gampsonyx, amb una espècie: elani perlat (G. swainsonii).

Semblances morfològiques van fer que diversos autors, situaren dins aquesta subfamília els gèneres Elanoides (avui ubicat a Gypaetinae) i Macheiramphus (avui a Harpiinae).